# Élections législatives de 2024 en Ille-et-Vilaine
Les élections législatives françaises de 2024 en Ille-et-Vilaine se déroulent les 30 juin et 7 juillet 2024. Dans le département, huit députés sont à élire dans le cadre de huit circonscriptions.

## Contexte

### Résultats des élections européennes 2024 par circonscription
| Circonscription | RN      | ENS     | PS - PP | LFI     | LR      |
| --------------- | ------- | ------- | ------- | ------- | ------- |
| Circonscription |         |         |         |         |         |
| 1re             | 15,73 % | 16,84 % | 23,23 % | 11,96 % | 6,5 %   |
| 2e              | 14,9 %  | 19,08 % | 22,57 % | 9,8 %   | 8,43 %  |
| 3e              | 25,58 % | 17,17 % | 17,34 % | 8,16 %  | 7,42 %  |
| 4e              | 29,17 % | 15,72 % | 15,8 %  | 8,15 %  | 6,6 %   |
| 5e              | 25,9 %  | 18,52 % | 14,76 % | 5,94 %  | 12,11 % |
| 6e              | 29,06 % | 18,78 % | 13,95 % | 6,5 %   | 7,7 %   |
| 7e              | 26,17 % | 20,21 % | 17,39 % | 4,64 %  | 9,06 %  |
| 8e              | 12,56 % | 15,89 % | 24,14 % | 15,3 %  | 6,52 %  |

## Système électoral
Les élections législatives ont lieu au scrutin uninominal majoritaire à deux tours dans des circonscriptions uninominales.
Est élu au premier tour le candidat qui réunit la majorité absolue des suffrages exprimés et un nombre de voix au moins égal au quart des électeurs inscrits dans la circonscription, soit 25 %. Si aucun des candidats ne satisfait ces conditions, un second tour est organisé entre les candidats ayant réuni un nombre de voix au moins égal à un huitième des inscrits, soit 12,5 %. Les deux candidats arrivés en tête du 1er tour se maintiennent néanmoins par défaut si un seul ou aucun d'entre eux n'a atteint ce seuil. Au second tour, le candidat arrivé en tête est déclaré élu,.
Le seuil de qualification basé sur un pourcentage du total des inscrits et non des suffrages exprimés rend plus difficile l'accès au second tour lorsque l'abstention est élevée. Le système permet en revanche l'accès au second tour de plus de deux candidats si plusieurs d'entre eux franchissent le seuil de 12,5 % des inscrits. Les candidats en lice au second tour peuvent ainsi être trois, un cas de figure appelé « triangulaire ». Les second tours où s'affrontent quatre candidats, appelés « quadrangulaire » sont également possibles, mais beaucoup plus rares,.

### Partis et nuances
Les résultats des élections sont publiés en France par le ministère de l'Intérieur, qui classe les partis en leur attribuant des nuances politiques. Ces dernières sont décidées par les préfets, qui les attribuent indifféremment de l'étiquette politique déclarée par les candidats, qui peut être celle d'un parti ou une candidature sans étiquette.
Seuls le Parti communiste français (COM), La France insoumise (FI), le Parti socialiste (SOC), le Parti radical de gauche (RDG), Les Écologistes (VEC), Renaissance (RE), le Mouvement démocrate (MDM), Horizons (HOR), l'Union des démocrates et indépendants (UDI), Les Républicains (LR), le Rassemblement national (RN) et Reconquête (REC) se voient attribuer en 2024 des nuances propres. Les coalitions Ensemble et Nouveau front populaire, ainsi que les candidats de l'alliance LR-Ciotti-RN, en bénéficient également indirectement, les nuances Ensemble ! (Majorité présidentielle) (ENS), Union de la gauche (UG) et Union de l'extrême-droite (UXD) étant attribuables aux candidats bénéficiant respectivement du soutien de deux partis du centre, de deux partis de gauche ou de deux partis d'extrême-droite,.
Tous les autres partis se voient attribuer l'une ou l'autre des nuances suivantes : EXG (extrême gauche), DVG (divers gauche), ECO (écologiste), REG (régionaliste), DVC (divers centre), DVD (divers droite), DSV (droite souverainiste) et EXD (extrême droite). Des partis comme Debout la France ou Lutte ouvrière ne disposent ainsi pas de nuances propres, et leurs résultats nationaux ne sont pas publiés séparément par le ministère, car mélangés avec d'autres partis (respectivement dans les nuances DSV et EXG).

## Résultats

### Élus
| Circonscription                                  | Député sortant                | Parti | Parti | groupe   | Député élu ou réélu | Parti | Parti   | groupe   |
| ------------------------------------------------ | ----------------------------- | ----- | ----- | -------- | ------------------- | ----- | ------- | -------- |
| 1re                                              | Frédéric Mathieu *            |       | LFI   | LFI      | Marie Mesmeur       |       | LFI     | LFI      |
| 2e                                               | Laurence Maillart-Méhaignerie |       | RE    | RE       | Tristan Lahais      |       | G.s     | ÉCO      |
| 3e                                               | Claudia Rouaux                |       | PS    | SOC      | Claudia Rouaux      |       | PS      | SOC      |
| 4e                                               | Mathilde Hignet               |       | LFI   | LFI      | Mathilde Hignet     |       | LFI     | LFI      |
| 5e                                               | Christine Le Nabour           |       | RE    | RE       | Christine Le Nabour |       | RE      | ERP      |
| 6e                                               | Thierry Benoit                |       | HOR   | app. HOR | Thierry Benoit      |       | HOR     | app. HOR |
| 7e                                               | Jean-Luc Bourgeaux            |       | LR    | app. LR  | Jean-Luc Bourgeaux  |       | app. LR | app. DR  |
| 8e                                               | Mickaël Bouloux               |       | PS    | SOC      | Mickaël Bouloux     |       | PS      | SOC      |
| * Député sortant ne se représentant pas en 2024. |                               |       |       |          |                     |       |         |          |

### Résultats à l'échelle du département

#### Résultats par coalition
| Parti ou coalition                          | Parti ou coalition                          | Parti ou coalition                 | Premier tour | Premier tour | Premier tour | Second tour   | Second tour   | Second tour | Total Sièges  | +/-           |  |
| Parti ou coalition                          | Parti ou coalition                          | Parti ou coalition                 | Voix         | %            | Sièges       | Voix          | %             | Sièges      | Total Sièges  | +/-           |  |
| ------------------------------------------- | ------------------------------------------- | ---------------------------------- | ------------ | ------------ | ------------ | ------------- | ------------- | ----------- | ------------- | ------------- |  |
|                                             |                                             | La France insoumise (LFI)          | 87 506       | 15,50        | 0            | 66 385        | 13,87         | 2           | 2             | en stagnation |  |
|                                             | Parti socialiste (PS)                       | 60 678                             | 10,75        | 1            | 27 165       | 5,67          | 1             | 2           | en stagnation |               |  |
|                                             | Génération.s (G.s)                          | 30 361                             | 5,38         | 0            | 32 489       | 6,79          | 1             | 1           | 1             |               |  |
|                                             | Parti communiste français (PCF)             | 16 209                             | 2,87         | 0            | Retrait      | Retrait       | Retrait       | 0           | Nv            |               |  |
| Total Nouveau Front populaire (NFP)         | Total Nouveau Front populaire (NFP)         | 194 754                            | 34,50        | 1            | 126 039      | 26,33         | 4             | 5           | 1             |               |  |
|                                             |                                             | Renaissance (RE)                   | 93 051       | 16,48        | 0            | 79 609        | 16,63         | 1           | 1             | 1             |  |
|                                             | Horizons (HOR)                              | 46 887                             | 8,31         | 0            | 61 539       | 12,85         | 1             | 1           | en stagnation |               |  |
|                                             | Mouvement démocrate (MoDem)                 | 21 453                             | 3,80         | 0            | 24 181       | 5,05          | 0             | 0           | en stagnation |               |  |
| Total Ensemble pour la République (ENS)     | Total Ensemble pour la République (ENS)     | 161 391                            | 28,59        | 0            | 165 329      | 34,53         | 2             | 2           | 1             |               |  |
|                                             |                                             | Rassemblement national (RN)        | 140 395      | 24,87        | 0            | 137 077       | 28,63         | 0           | 0             | en stagnation |  |
| Total Rassemblement national et alliés      | Total Rassemblement national et alliés      | 140 395                            | 24,87        | 0            | 137 077      | 28,63         | 0             | 0           | en stagnation |               |  |
|                                             |                                             | Les Républicains (LR)              | 50 632       | 8,97         | 0            | 50 315        | 10,51         | 1           | 1             | en stagnation |  |
|                                             | Nouvelle Énergie (NÉ)                       | 1 688                              | 0,30         | 0            |              |               |               | 0           | Nv            |               |  |
| Total Union de la droite et du centre (UDC) | Total Union de la droite et du centre (UDC) | 52 320                             | 9,27         | 0            | 50 315       | 10,51         | 1             | 1           | en stagnation |               |  |
|                                             | Lutte ouvrière (LO)                         | Lutte ouvrière (LO)                | 7 293        | 1,29         | 0            |               |               |             | 0             | en stagnation |  |
|                                             |                                             | Parti breton (PB)                  | 2 787        | 0,49         | 0            | 0             | en stagnation |             |               |               |  |
| Total Pays unis (PU)                        | Total Pays unis (PU)                        | 2 787                              | 0,49         | 0            | 0            | en stagnation |               |             |               |               |  |
|                                             | Debout la France (DLF)                      | Debout la France (DLF)             | 985          | 0,17         | 0            | 0             | en stagnation |             |               |               |  |
|                                             | Résistons (RES)                             | Résistons (RES)                    | 402          | 0,07         | 0            | 0             | Nv            |             |               |               |  |
|                                             |                                             | Décroissance Élections (DÉ)        | 71           | 0,01         | 0            | 0             | Nv            |             |               |               |  |
| Total Paix et décroissance (P&D)            | Total Paix et décroissance (P&D)            | 71                                 | 0,01         | 0            | 0            | Nv            |               |             |               |               |  |
|                                             | Dissidents Nouveau Front populaire          | Dissidents Nouveau Front populaire | 8            | 0,00         | 0            | 0             | Nv            |             |               |               |  |
|                                             | Autres partis                               | Autres partis                      | 131          | 0,02         | 0            | 0             | Nv            |             |               |               |  |
|                                             | Sans étiquette (SE)                         | Sans étiquette (SE)                | 4 017        | 0,71         | 0            | 0             | en stagnation |             |               |               |  |
|                                             |                                             |                                    |              |              |              |               |               |             |               |               |  |
| Suffrages exprimés                          | Suffrages exprimés                          | Suffrages exprimés                 | 564 554      | 97,61        |              | 478 760       | 95,46         |             |               |               |  |
| Votes blancs                                | Votes blancs                                | Votes blancs                       | 9 548        | 1,65         | 16 743       | 3,34          |               |             |               |               |  |
| Votes nuls                                  | Votes nuls                                  | Votes nuls                         | 4 294        | 0,74         | 6 015        | 1,20          |               |             |               |               |  |
| Total                                       | Total                                       | Total                              | 578 396      | 100          | 1            | 501 518       | 100           | 7           | 8             | en stagnation |  |
| Abstentions                                 | Abstentions                                 | Abstentions                        | 207 746      | 26,43        |              | 192 791       | 27,77         |             |               |               |  |
| Inscrits/Participation                      | Inscrits/Participation                      | Inscrits/Participation             | 786 142      | 73,57        | 694 309      | 72,23         |               |             |               |               |  |

#### Résultats par nuance
| Nuance                 | Nuance                      | Nuance                 | Premier tour | Premier tour | Premier tour | Second tour | Second tour   | Second tour | Total Sièges | +/-           |
| Nuance                 | Nuance                      | Nuance                 | Voix         | %            | Sièges       | Voix        | %             | Sièges      | Total Sièges | +/-           |
| ---------------------- | --------------------------- | ---------------------- | ------------ | ------------ | ------------ | ----------- | ------------- | ----------- | ------------ | ------------- |
|                        | Union de la gauche          | UG                     | 194 754      | 34,50        | 1            | 126 039     | 26,33         | 4           | 5            | 1             |
|                        | Ensemble pour la République | ENS                    | 161 391      | 28,59        | 0            | 165 329     | 34,53         | 2           | 2            | 1             |
|                        | Rassemblement national      | RN                     | 140 395      | 24,87        | 0            | 137 077     | 28,63         | 0           | 0            | en stagnation |
|                        | Divers droite               | DVD                    | 34 237       | 6,06         | 0            | 50 315      | 10,51         | 1           | 1            | Nv            |
|                        | Les Républicains            | LR                     | 18 083       | 3,20         | 0            |             |               |             | 0            | 1             |
|                        | Extrême gauche              | EXG                    | 7 293        | 1,29         | 0            | 0           | en stagnation |             |              |               |
|                        | Divers centre               | DVC                    | 4 067        | 0,72         | 0            | 0           | en stagnation |             |              |               |
|                        | Régionalistes               | REG                    | 2 787        | 0,49         | 0            | 0           | en stagnation |             |              |               |
|                        | Droite souverainiste        | DSV                    | 985          | 0,17         | 0            | 0           | en stagnation |             |              |               |
|                        | Divers gauche               | DVG                    | 486          | 0,09         | 0            | 0           | en stagnation |             |              |               |
|                        | Écologistes                 | ECO                    | 76           | 0,01         | 0            | 0           | en stagnation |             |              |               |
|                        |                             |                        |              |              |              |             |               |             |              |               |
| Suffrages exprimés     | Suffrages exprimés          | Suffrages exprimés     | 564 554      | 97,61        |              | 478 760     | 95,46         |             |              |               |
| Votes blancs           | Votes blancs                | Votes blancs           | 9 548        | 1,65         | 16 743       | 3,34        |               |             |              |               |
| Votes nuls             | Votes nuls                  | Votes nuls             | 4 294        | 0,74         | 6 015        | 1,20        |               |             |              |               |
| Total                  | Total                       | Total                  | 578 396      | 100          | 1            | 501 518     | 100           | 7           | 8            | en stagnation |
| Abstentions            | Abstentions                 | Abstentions            | 207 746      | 26,43        |              | 192 791     | 27,77         |             |              |               |
| Inscrits/Participation | Inscrits/Participation      | Inscrits/Participation | 786 142      | 73,57        | 694 309      | 72,23       |               |             |              |               |

### Résultats par circonscription

#### Première circonscription
- Député sortant : Frédéric Mathieu (La France insoumise). Il renonce le 17 juin 2024 à sa candidature[10].

| Candidat                 | Candidat                 | Parti et coalition       | Nuance                   | Premier tour | Premier tour | Second tour | Second tour |
| Candidat                 | Candidat                 | Parti et coalition       | Nuance                   | Voix         | %            | Voix        | %           |
| ------------------------ | ------------------------ | ------------------------ | ------------------------ | ------------ | ------------ | ----------- | ----------- |
|                          | Marie Mesmeur            | LFI (NFP)                | UG                       | 28 467       | 42,31        | 30 190      | 45,66       |
|                          | Nicolas Boucher          | MoDem (ENS)              | ENS                      | 21 453       | 31,88        | 24 181      | 36,57       |
|                          | Jeanne Rey du Boissieu   | RN                       | RN                       | 11 878       | 17,65        | 11 754      | 17,78       |
|                          | Joëlle Le Gall           | LR (UDC)                 | LR                       | 3 372        | 5,01         |             |             |
|                          | Sébastien Girard         | PB (PU)                  | REG                      | 887          | 1,32         |             |             |
|                          | Valérie Hamon            | LO                       | EXG                      | 875          | 1,30         |             |             |
|                          | Rosa Vasquez             | SE                       | DVG                      | 347          | 0,52         |             |             |
|                          | Frédéric Mathieu         | LFI diss.                | DVG                      | 8            | 0,01         |             |             |
|                          |                          |                          |                          |              |              |             |             |
| Votes valides            | Votes valides            | Votes valides            | Votes valides            | 67 287       | 97,75        | 66 125      | 97,57       |
| Votes blancs             | Votes blancs             | Votes blancs             | Votes blancs             | 1 089        | 1,58         | 1 216       | 1,29        |
| Votes nuls               | Votes nuls               | Votes nuls               | Votes nuls               | 458          | 0,67         | 431         | 0,46        |
| Total                    | Total                    | Total                    | Total                    | 68 834       | 100          | 67 772      | 100         |
| Abstention               | Abstention               | Abstention               | Abstention               | 25 504       | 27,03        | 26 594      | 28,18       |
| Inscrits / participation | Inscrits / participation | Inscrits / participation | Inscrits / participation | 94 338       | 72,97        | 94 366      | 71,82       |

#### Deuxième circonscription
- Députée sortante : Laurence Maillart-Méhaignerie (Renaissance)

| Candidat                 | Candidat                      | Parti et coalition       | Nuance                   | Premier tour | Premier tour | Second tour | Second tour |
| Candidat                 | Candidat                      | Parti et coalition       | Nuance                   | Voix         | %            | Voix        | %           |
| ------------------------ | ----------------------------- | ------------------------ | ------------------------ | ------------ | ------------ | ----------- | ----------- |
|                          | Tristan Lahais                | G.s (NFP)                | UG                       | 30 361       | 40,31        | 32 489      | 43,65       |
|                          | Laurence Maillart-Méhaignerie | RE (ENS)                 | ENS                      | 25 792       | 34,24        | 29 342      | 39,42       |
|                          | Bérénice Vanhaecke            | RN                       | RN                       | 13 130       | 17,43        | 12 595      | 16,92       |
|                          | Christophe Decourcelle        | LR (UDC)                 | LR                       | 5 218        | 6,93         |             |             |
|                          | Florence Defrance             | LO                       | EXG                      | 746          | 0,99         |             |             |
|                          | Olivier Hanne                 | DÉ (P&D)                 | ECO                      | 71           | 0,09         |             |             |
|                          |                               |                          |                          |              |              |             |             |
| Votes valides            | Votes valides                 | Votes valides            | Votes valides            | 75 318       | 98,08        | 74 426      | 98,01       |
| Votes blancs             | Votes blancs                  | Votes blancs             | Votes blancs             | 1 022        | 1,33         | 1 111       | 1,46        |
| Votes nuls               | Votes nuls                    | Votes nuls               | Votes nuls               | 450          | 0,59         | 403         | 0,53        |
| Total                    | Total                         | Total                    | Total                    | 76 790       | 100          | 75 940      | 100         |
| Abstention               | Abstention                    | Abstention               | Abstention               | 23 110       | 23,13        | 23 975      | 24,00       |
| Inscrits / participation | Inscrits / participation      | Inscrits / participation | Inscrits / participation | 99 900       | 76,87        | 99 915      | 76,00       |

#### Troisième circonscription
- Députée sortante : Claudia Rouaux (Parti socialiste)

| Candidat                 | Candidat                 | Parti et coalition       | Nuance                   | Premier tour | Premier tour | Second tour | Second tour |
| Candidat                 | Candidat                 | Parti et coalition       | Nuance                   | Voix         | %            | Voix        | %           |
| ------------------------ | ------------------------ | ------------------------ | ------------------------ | ------------ | ------------ | ----------- | ----------- |
|                          | Claudia Rouaux           | PS (NFP)                 | UG                       | 24 649       | 36,77        | 27 165      | 40,49       |
|                          | Charlotte Faillé         | HOR (ENS)                | ENS                      | 19 919       | 29,71        | 20 552      | 30,64       |
|                          | Virginie d'Orsanne       | RN                       | RN                       | 18 850       | 28,12        | 19 366      | 28,87       |
|                          | Victor Roulet            | NÉ (UDC)                 | DVD                      | 1 688        | 2,52         |             |             |
|                          | Mathieu Guihard          | PB (PU)                  | REG                      | 1 132        | 1,69         |             |             |
|                          | Jean-Louis Amisse        | LO                       | EXG                      | 802          | 1,20         |             |             |
|                          |                          |                          |                          |              |              |             |             |
| Votes valides            | Votes valides            | Votes valides            | Votes valides            | 67 040       | 97,37        | 67 083      | 97,79       |
| Votes blancs             | Votes blancs             | Votes blancs             | Votes blancs             | 1 162        | 1,69         | 1 083       | 1,58        |
| Votes nuls               | Votes nuls               | Votes nuls               | Votes nuls               | 646          | 0,94         | 435         | 0,63        |
| Total                    | Total                    | Total                    | Total                    | 68 848       | 100          | 68 601      | 100         |
| Abstention               | Abstention               | Abstention               | Abstention               | 24 526       | 26,27        | 24 792      | 26,55       |
| Inscrits / participation | Inscrits / participation | Inscrits / participation | Inscrits / participation | 93 374       | 73,73        | 93 393      | 73,45       |

#### Quatrième circonscription
- Députée sortante : Mathilde Hignet (La France insoumise)

| Candidat                 | Candidat                 | Parti et coalition       | Nuance                   | Premier tour | Premier tour | Second tour | Second tour |
| Candidat                 | Candidat                 | Parti et coalition       | Nuance                   | Voix         | %            | Voix        | %           |
| ------------------------ | ------------------------ | ------------------------ | ------------------------ | ------------ | ------------ | ----------- | ----------- |
|                          | Jacques François         | RN                       | RN                       | 22 275       | 32,30        | 26 671      | 42,43       |
|                          | Mathilde Hignet          | LFI (NFP)                | UG                       | 22 139       | 32,10        | 36 195      | 57,57       |
|                          | Anne Patault,            | RE - TdP (ENS)           | ENS                      | 16 595       | 24,06        | Retrait     | Retrait     |
|                          | Jérémy Gilbert           | LR (UDC)                 | LR                       | 6 103        | 8,85         |             |             |
|                          | Sophie Hubert            | DLF                      | DSV                      | 985          | 1,43         |             |             |
|                          | Sandra Chirazi           | LO                       | EXG                      | 868          | 1,26         |             |             |
|                          |                          |                          |                          |              |              |             |             |
| Votes valides            | Votes valides            | Votes valides            | Votes valides            | 68 965       | 97,23        | 62 866      | 89,50       |
| Votes blancs             | Votes blancs             | Votes blancs             | Votes blancs             | 1 420        | 2,00         | 5 563       | 7,92        |
| Votes nuls               | Votes nuls               | Votes nuls               | Votes nuls               | 543          | 0,77         | 1 814       | 2,58        |
| Total                    | Total                    | Total                    | Total                    | 70 928       | 100          | 70 243      | 100         |
| Abstention               | Abstention               | Abstention               | Abstention               | 26 760       | 27,39        | 27 468      | 28,11       |
| Inscrits / participation | Inscrits / participation | Inscrits / participation | Inscrits / participation | 97 688       | 72,61        | 97 711      | 71,89       |

#### Cinquième circonscription
- Députée sortante : Christine Le Nabour (Renaissance)

| Candidat                 | Candidat                 | Parti et coalition       | Nuance                   | Premier tour | Premier tour | Second tour | Second tour |
| Candidat                 | Candidat                 | Parti et coalition       | Nuance                   | Voix         | %            | Voix        | %           |
| ------------------------ | ------------------------ | ------------------------ | ------------------------ | ------------ | ------------ | ----------- | ----------- |
|                          | Christine Le Nabour      | RE (ENS)                 | ENS                      | 33 147       | 42,42        | 50 267      | 67,72       |
|                          | Françoise Gilois         | RN                       | RN                       | 23 298       | 29,82        | 23 957      | 32,28       |
|                          | Gilles Renault,          | LFI (NFP)                | UG                       | 20 199       | 25,85        | Retrait     | Retrait     |
|                          | Christelle Jarny         | LO                       | EXG                      | 1 494        | 1,91         |             |             |
|                          |                          |                          |                          |              |              |             |             |
| Votes valides            | Votes valides            | Votes valides            | Votes valides            | 78 138       | 96,57        | 74 224      | 94,32       |
| Votes blancs             | Votes blancs             | Votes blancs             | Votes blancs             | 1 902        | 2,35         | 3 279       | 4,17        |
| Votes nuls               | Votes nuls               | Votes nuls               | Votes nuls               | 870          | 1,08         | 1 189       | 1,51        |
| Total                    | Total                    | Total                    | Total                    | 80 910       | 100          | 78 692      | 100         |
| Abstention               | Abstention               | Abstention               | Abstention               | 30 678       | 27,49        | 32 928      | 29,50       |
| Inscrits / participation | Inscrits / participation | Inscrits / participation | Inscrits / participation | 111 588      | 72,51        | 111 620     | 70,50       |

#### Sixième circonscription
- Député sortant : Thierry Benoit (Horizons)

| Candidat                 | Candidat                 | Parti et coalition       | Nuance                   | Premier tour | Premier tour | Second tour | Second tour |
| Candidat                 | Candidat                 | Parti et coalition       | Nuance                   | Voix         | %            | Voix        | %           |
| ------------------------ | ------------------------ | ------------------------ | ------------------------ | ------------ | ------------ | ----------- | ----------- |
|                          | Thierry Benoit           | HOR (ENS)                | ENS                      | 26 968       | 41,81        | 40 987      | 66,50       |
|                          | Tangi Marion             | RN                       | RN                       | 19 960       | 30,94        | 20 652      | 33,50       |
|                          | Elsa Lafaye,             | PCF (NFP)                | UG                       | 16 209       | 25,13        | Retrait     | Retrait     |
|                          | Ludovic Hubert           | LO                       | EXG                      | 839          | 1,30         |             |             |
|                          | Pascal Thévenet          | RES                      | DVC                      | 402          | 0,62         |             |             |
|                          | Gilliatt de Staërck      | PRCF                     | DVG                      | 131          | 0,20         |             |             |
|                          |                          |                          |                          |              |              |             |             |
| Votes valides            | Votes valides            | Votes valides            | Votes valides            | 64 509       | 97,47        | 61 639      | 95,29       |
| Votes blancs             | Votes blancs             | Votes blancs             | Votes blancs             | 1 141        | 1,72         | 2 162       | 3,34        |
| Votes nuls               | Votes nuls               | Votes nuls               | Votes nuls               | 536          | 0,81         | 888         | 1,37        |
| Total                    | Total                    | Total                    | Total                    | 66 186       | 100          | 64 689      | 100         |
| Abstention               | Abstention               | Abstention               | Abstention               | 24 462       | 26,99        | 25 971      | 28,65       |
| Inscrits / participation | Inscrits / participation | Inscrits / participation | Inscrits / participation | 90 648       | 71,16        | 90 660      | 71,35       |

#### Septième circonscription
- Député sortant : Jean-Luc Bourgeaux (apparenté Les Républicains)

| Candidat                 | Candidat                 | Parti et coalition       | Nuance                   | Premier tour | Premier tour | Second tour | Second tour |
| Candidat                 | Candidat                 | Parti et coalition       | Nuance                   | Voix         | %            | Voix        | %           |
| ------------------------ | ------------------------ | ------------------------ | ------------------------ | ------------ | ------------ | ----------- | ----------- |
|                          | Jean-Luc Bourgeaux       | app. LR (UDC)            | DVD                      | 32 549       | 43,33        | 50 315      | 69,50       |
|                          | Dylan Lemoine            | RN                       | RN                       | 21 184       | 28,20        | 22 082      | 30,50       |
|                          | Nicolas Guivarc'h        | LFI (NFP)                | UG                       | 16 701       | 22,23        | Retrait     | Retrait     |
|                          | Christophe Fichet        | SE                       | DVC                      | 3 665        | 4,88         |             |             |
|                          | Édouard Descottes        | LO                       | EXG                      | 1 015        | 1,35         |             |             |
|                          |                          |                          |                          |              |              |             |             |
| Votes valides            | Votes valides            | Votes valides            | Votes valides            | 75 114       | 98,00        | 72 397      | 95,79       |
| Votes blancs             | Votes blancs             | Votes blancs             | Votes blancs             | 1 095        | 1,43         | 2 329       | 3,08        |
| Votes nuls               | Votes nuls               | Votes nuls               | Votes nuls               | 437          | 0,57         | 855         | 1,13        |
| Total                    | Total                    | Total                    | Total                    | 76 646       | 100          | 75 581      | 100         |
| Abstention               | Abstention               | Abstention               | Abstention               | 30 003       | 28,13        | 31 063      | 29,13       |
| Inscrits / participation | Inscrits / participation | Inscrits / participation | Inscrits / participation | 106 649      | 71,87        | 106 644     | 70,87       |

#### Huitième circonscription
- Député sortant : Mickaël Bouloux (Parti socialiste)

| Candidat                 | Candidat                 | Parti et coalition       | Nuance                   | Premier tour | Premier tour |
| Candidat                 | Candidat                 | Parti et coalition       | Nuance                   | Voix         | %            |
| ------------------------ | ------------------------ | ------------------------ | ------------------------ | ------------ | ------------ |
|                          | Mickaël Bouloux          | PS (NFP)                 | UG                       | 36 029       | 52,84        |
|                          | Hermine Mauzé            | RE (ENS)                 | ENS                      | 17 517       | 25,69        |
|                          | Kellie Lucco             | RN                       | RN                       | 9 820        | 14,40        |
|                          | Mahé Gargam              | LR (UDC)                 | LR                       | 3 390        | 4,97         |
|                          | Maël Egron               | PB (PU)                  | REG                      | 768          | 1,13         |
|                          | Fabrice Lucas            | LO                       | EXG                      | 654          | 0,96         |
|                          | Camille Champalaune      | SE                       | ECO                      | 5            | 0,01         |
|                          |                          |                          |                          |              |              |
| Votes valides            | Votes valides            | Votes valides            | Votes valides            | 68 183       | 98,45        |
| Votes blancs             | Votes blancs             | Votes blancs             | Votes blancs             | 717          | 1,04         |
| Votes nuls               | Votes nuls               | Votes nuls               | Votes nuls               | 354          | 0,51         |
| Total                    | Total                    | Total                    | Total                    | 69 254       | 100          |
| Abstention               | Abstention               | Abstention               | Abstention               | 22 703       | 24,69        |
| Inscrits / participation | Inscrits / participation | Inscrits / participation | Inscrits / participation | 91 957       | 75,31        |